# 洗脚

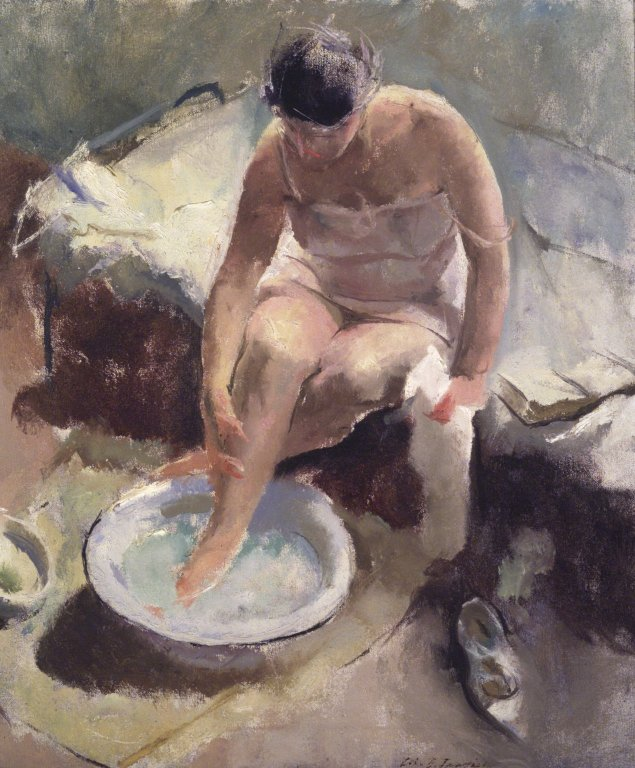
美国画家约翰·R·费雷泽的《洗脚》

洗脚，或称足浴、濯足，指用水为自己或他人清洗足部，如长时间将足部浸泡在水中又称泡脚。

## 语源
中文中，洗脚的概念最初是以单音词“洗”表达的，后来衍生出“濯足”“洗足”“洗脚”等表达方式。东汉时期，“洗足”在口语表达中取代“洗”和“濯足”。到东晋时期，口语性更强的“脚”被用于表示“人体足部”，“洗脚”在口语中替代了“洗足”。

## 仪式

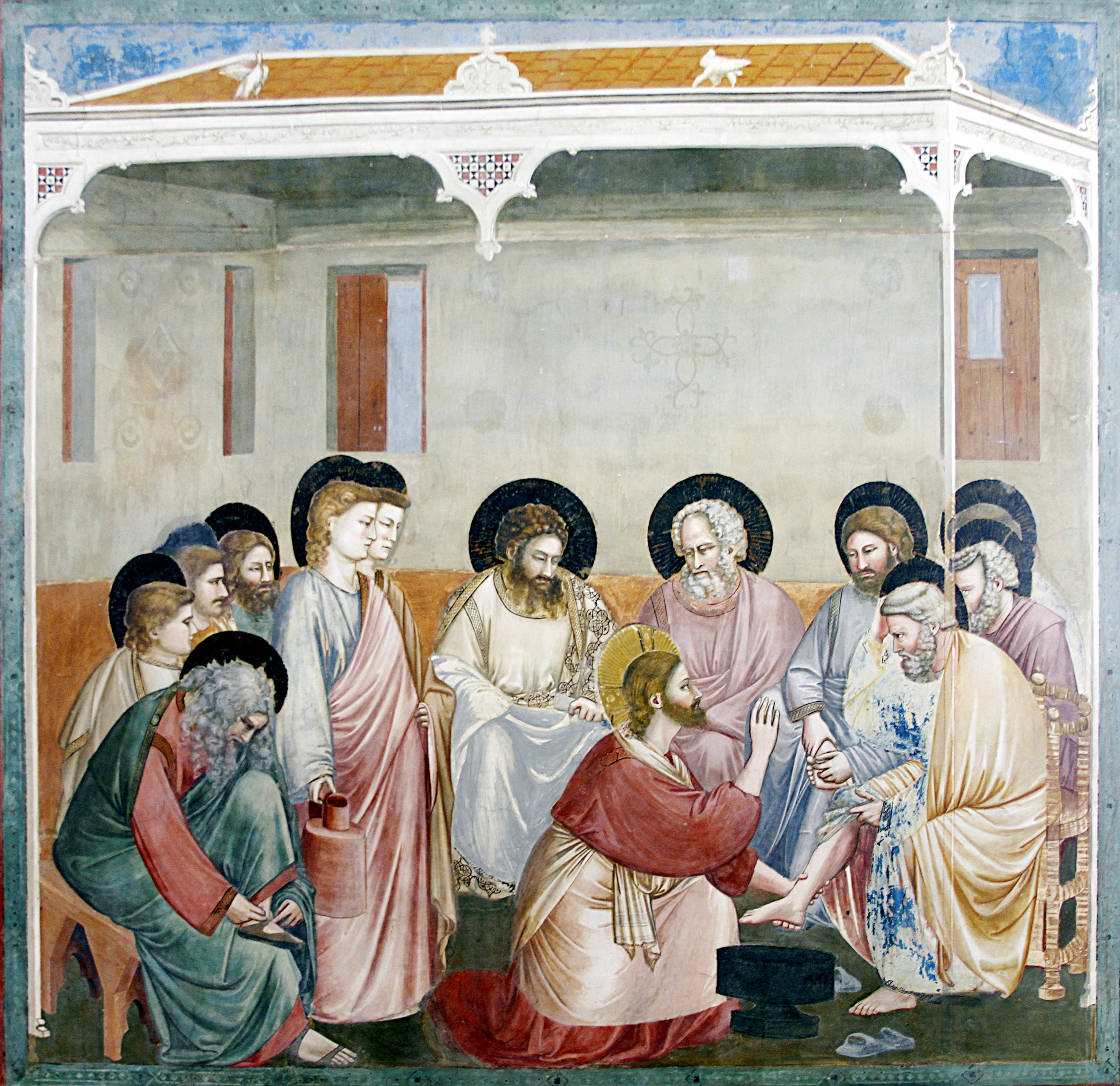
耶稣为门徒洗脚

在中国贵州省西部，一些汉族和苗族人的传统交往礼节中有洗脚礼，一般是姑娘为长辈或远方而来的客人洗脚，也是苗族传统婚礼仪式的一部分。
中国部分地区有除夕夜洗脚的习俗，如浙江、四川、云南、湘西等。云南丽江县的一些白族村寨有“抢头水”的年俗，年夜饭之后要烧水洗脸洗脚，寓意干干净净迎新年，民间传说年饭后洗脚预示着来年吉祥健康。苗族有“大年三十夜洗好脚，出门处处有着落”的谚语。
濯足礼是基督教的一个重要儀式，天主教會、東方基督教和新教部分教派均在濯足節當天行濯足礼。濯足節是根据耶稣在受难前夕最后的晚餐上为十二门徒洗脚所做出的榜样而定为节日。20世紀初期，奧匈帝國的哈布斯堡王朝與西班牙王國的波旁王朝，也會在每年的濯足節，舉行濯足礼活動。在亞洲的菲律賓、印度部份邦與地區，歐洲的丹麥、挪威、西班牙部分地區，北美洲的哥斯達黎加、瓜地馬拉、尼加拉瓜，拉丁美洲的哥倫比亞、巴拉圭、烏拉圭等國，濯足節都是法定假日。

## 文学
“濯足”本指洗去脚污，后来衍生出清除世尘，保持高洁的引申含义。《孟子·离委篇上》中有孺子歌一首“沧浪之水清兮，可以濯吾缨；沧浪之水浊兮，可以濯吾足”，同样的歌谣还出现在《楚辞·渔父》中。两者分属儒家和道家文化体系，前者劝喻“世事皆在于自我的处置和选择”，通过“濯缨”和“濯足”的对立强调儒家适应环境、积极能动的主动理念，汉代赵岐将这一具象行为的对比升华为“仁与不仁”的抽象命题；后者则是渔夫劝慰屈原与世浮沉，避祸全身，强调顺势而为，属于遁世、逍遥的隐逆主题。扬雄《太玄赋》中有“踞弱水而濯足”，将“濯足”从与“濯缨”的固化对比中解离，赋予其独立的文学喻指。魏晋时期，“濯足”分别向虚指和实指两个层面衍化，虚指方面，濯足的对象从身体演变为精神，如左思《咏史》有“振衣千仞岗，濯足万里流”，陆云《纡思》“朝弹冠以晞发，夕振裳而濯足”等，均表达了隐逸林野的气度；实指方面，“濯足”以其本义成为文学表现对象，如陆机《日出东南隅行》“方驾扬清尘，濯足洛水澜”，张衡《归田赋》“扬素波以濯足，溯清澜以荡思”等。

## 相关概念

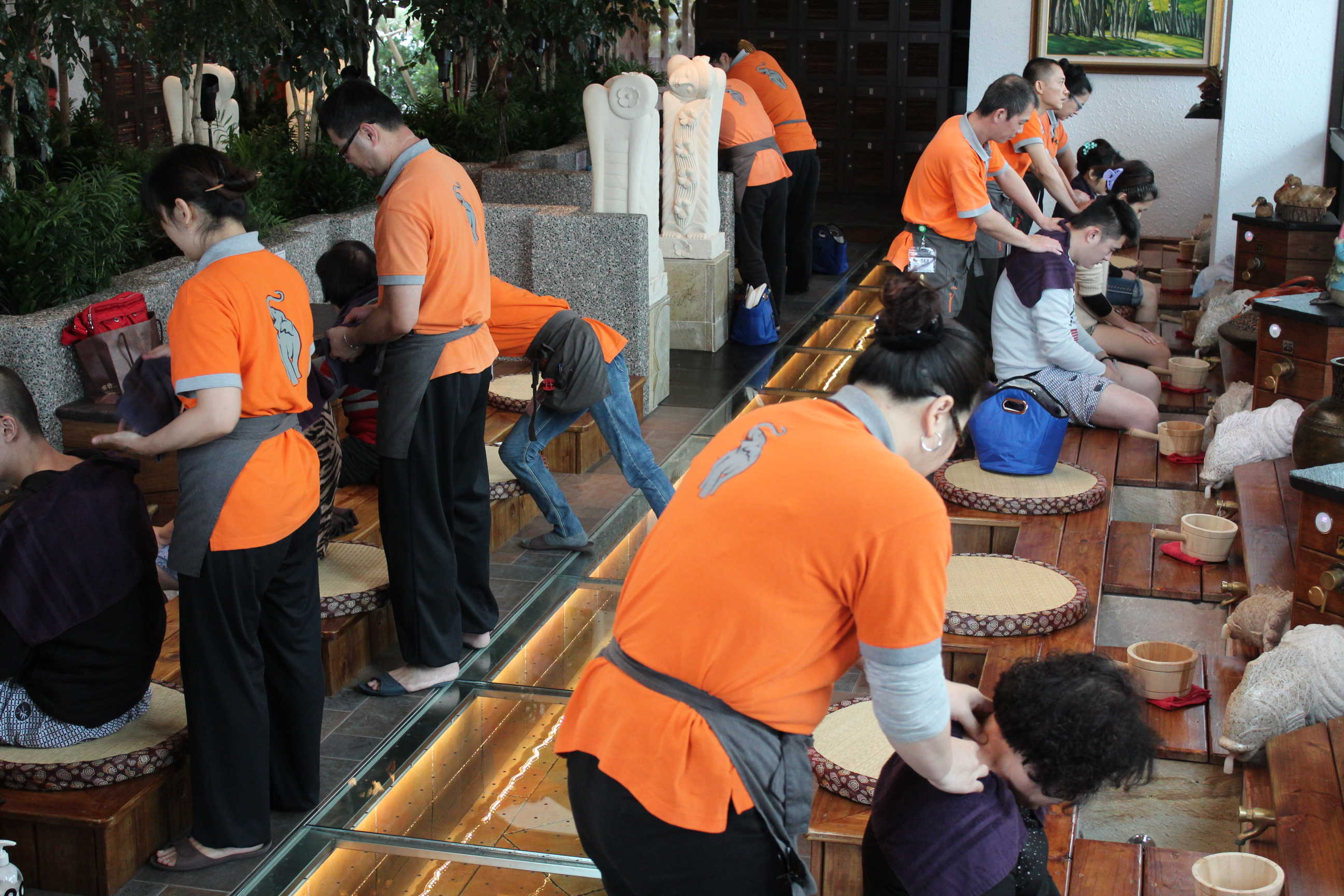
以足底按摩为主题的足疗业

脚底按摩療法，又称足部反射疗法，俗称足疗，是區域反射療法的一種，以按摩雙足底部為主要手段。在中国大陆，该行业因其工作性质，经常与保健、按摩、美容美发等行业一起被当作“特殊行业”而被工商、税务部门征收高额税费。
足湯，指用于足部浸浴的溫泉，在溫泉區，多設置在街角或泉源附近，亦有部分設於車站、公園等觀光客聚集處，通常不收費。